# Dolž
Dolž este o localitate din comuna Novo mesto, Slovenia, cu o populație de 305 locuitori.